# Gunnar Setterwall
Carl Gunnar Emanuel Setterwall (Estocolmo, 18 de agosto de 1881 - Estocolmo, 26 de fevereiro de 1928) foi um tenista sueco. Medalhista olímpico com duas pratas e dois bronzes. Em Estocolmo 1912, foram três medalhas, em 1908, um bronze em duplas indoor.